# 202e brigade de missiles antiaériens
Pour les articles homonymes, voir 202e brigade.
La 202e brigade de missiles antiaériens (en russe : 202-я зенитная ракетная бригада, abrégé 202 зрбр) est une brigade de missiles antiaériens des troupes de défense aérienne des forces terrestres russes (n° d'unité 43034).
Formée le 25 mars 1949 dans la ville de Grodno sous le nom de 472e régiment d'artillerie antiaérienne, l'unité fait aujourd'hui partie de la 1re armée de chars de la Garde du district militaire ouest, basée à Naro-Fominsk, dans l'oblast de Moscou.

## Équipement
- Système de missiles anti-aériens S-300V
  - Poste de commandement 9С457
  - Station radar 9S15 Obzor-3
  - Radar d'enquête sectoriel 9S19
  - Station de guidage / système mobile multicanal 9S32
  - Lanceurs 9A83
  - Lanceurs 9A82
  - Lanceurs 9A84
  - Lanceurs 9А85
- MT-LB
- MANPADS
- Radar 1L13 Nebo-SV